# Josef Musil
Josef Musil (Kostelní Lhota, Checoslovaquia; 3 de julio de 1932-Praga, República Checa; 26 de agosto de 2017) fue un voleibolista checo. Durante los años 1950 y 1960, Musil fue una de las mayores estrellas de voleibol.
En 1946 se marchó con sus padres a vivir a Praga, donde empezó a destacar en el voleibol. En su país de origen obtuvo un total de siete ligas; se marchó a Italia, donde obtuvo un scudetto en las filas del Pallavolo Modena.
Con la selección de Checoslovaquia alcanzó más de trescientas internacionalidades; consiguió dos oros y cuatro platas en Mundiales, tres oros y dos platas en Europeos y una plata y un bronce en Juegos Olímpicos.
En 2001 fue elegido el mejor jugador de voleibol checo del siglo XX y fue elegido uno de los ocho mejores jugadores del siglo por la FIVB junto con Karch Kiraly, Lorenzo Bernardi, Hugo Conte, Renan Dalzotto, Katsutoshi Nekoda, Konstantin Reva y Tomas Wojtowicz. En 2004 fue incluido en el Volleyball Hall of Fame junto con la estadounidense Karolyn Kirby, el japonés Seiji Oko y la cubana Mireya Luis. En 2009 recibió la medalla Za zásluhy, la mayor condecoración en su país.